# Еменец (деревня)
Еменец — деревня в Невельском районе Псковской области России. Входит в состав Артёмовской волости.

## География
Деревня расположена на восточном побережье озера Еменец, примерно в 17 километрах к югу от районного центра, города Невель.

## Население
| 2001 | 2002 | 2010 |
| ---- | ---- | ---- |
| 44   | ↘42  | ↘19  |

Численность населения деревни по оценке на начало 2001 года составляла 44 жителя.

## История
Деревня упоминалась как селение Еменец в Новгородской первой летописи.
С января 1995 до апреля 2015 года деревня входила в состав ныне упразднённой Лобковской волости.